# Listowanie myśli
Listowanie myśli – technika stosowana w badaniach psychologicznych.
Tuż po zadziałaniu bodźca badani proszeni są o spisanie lub wypowiedzenie wszystkich myśli, które w danym momencie przyszły im do głowy. Treść tych myśli jest następnie oceniana pod względem ilościowym lub badana przez sędziów kompetentnych ze względu na kryteria interesujące badaczy. Przykładowo, można zastanawiać się, czy reklama, która wzbudza lęk („Ubezpiecz się bo możesz zginąć!”) będzie wywoływać u badanych reakcje przychylne w stosunku do ubezpieczyciela, czy też negatywne. Technika ta jest także często używana w badaniach nad introspekcją.
Odmianę tej techniki zastosowali w swoich eksperymentach Mihaly Csikszenmihalyi i Thomas Figurski w 1982 r. Interesowało ich o czym ludzie najczęściej myślą w ciągu dnia. Wręczyli badanym ochotnikom urządzenia, które należało nosić w kieszeni przez cały dzień i które włączały się w przypadkowych odstępach czasu. Badani mieli wtedy listować swoje myśli (zapisywali je w „pamiętniku”). Dzięki temu badacze odkryli o czym najczęściej spontanicznie myślimy. Okazało się, że większość dorosłych ludzi (zatrudnionych) myśli o pracy (15% czasu) lub w ogóle nie myśli (14%).